# 六根
六根，佛教用語，包括眼、耳、鼻、舌、身、意六個識根（感官器官），為二十二根之六。有些佛教部派認為意沒有實體，不立為根，去除意根，將其餘眼、耳、鼻、舌、身五者，合稱五根。

## 六根分類

### 六根所屬為色法、心法
- 前五根：屬色法，可見有對，為五色根。
- 意根：六根之一，屬心法，也是有情八識之一的第七識，又名末那識，不可見有對，是無色根。儲存此生所造的善惡業，稱八識阿賴耶識，自性佛, 如果將意根排除，只稱五根。
  - 意根是意識所依根，所以稱為意根。
  - 意根是能引生意識的心，所以稱為意根。
  - 意根是意識生起後運作時必須依止才能運作的心，所以稱為意根。
  - 但也有人認為意根所屬自古有爭論，主張有將其列為色法。

### 浮塵根、勝義根
对于前五根，每一根又可细分为浮塵根与勝義根两种。
- 勝義根又称净色根，由四大淨色所組成。肉眼不可见，但有發識的功能。
- 浮塵根又称扶尘根，由四大麤色所組成。为肉眼可见，为勝義根所依[2]，但不能發識。如眼珠、耳鼓、鼻腔、舌膜、肌膚。

例如：盲人虽然有眼珠却不能看见事物，无法产生眼识，是扶尘根损坏。

## 六根、六塵、六識、六覺的關係
塵是指世間一切因緣而產生的事物和法理等等，有動搖、染污的意思。因爲這些不斷變化、動搖不停的塵染污了六根。其中：
- 眼所見者為色塵。
- 耳所聽者為聲塵。
- 鼻所嗅者為香塵。
- 舌所嘗者為味塵。
- 身所覺者為觸塵。
- 意所分別者為法塵。

- 眼所見者為視覺。
- 耳所聞者為聽覺。
- 鼻所嗅者為香覺。
- 舌所嘗者為味覺。
- 身所感者為觸覺。
- 意所取者為正覺。

| 十八界 | 十二處 | 六根 | 眼   | 耳   | 鼻   | 舌   | 身   | 意   |
| 十八界 | 十二處 | 六塵 | 色   | 聲   | 香   | 味   | 觸   | 法   |
| 十八界 |        | 六識 | 眼識 | 耳識 | 鼻識 | 舌識 | 身識 | 意識 |

六根、六塵（又稱六境）合稱十二處（又稱十二入）。
六根（界）、六塵（界）、六識（界）合稱十八界，其六覺（淨界）不稱（境界）併入十八界。
根、塵、識三者同時發生作用，根塵相對而識生其中。以眼、色、眼識為例：眼見色時，塵（色）是所見，識（眼識）是能見，根（眼）是識所依托而生見。
第七識是意識（第六識）所依的根。第七識（末那識）專執第八識（阿賴耶識）的見分爲真我，致成我執，由我執發生意識，而見有萬法，故六識以七識為根，已滅則入真如，摩那識。